# Distances between Us
Distances between Us is het debuutalbum van Adrian Wagner uit 1974. 
Wagner had destijds een contract afgesloten met Atlantic Records; het bleek een eenzijdig contract. Wagner moest zijn album inleveren en Atlantic had alleen maar commentaar; Atlantic heeft het album nooit gepromoot, alhoewel het wel de percussiepartij had laten wissen. Begeleiding bij de totstandkoming van dit album werd verricht door Dave Dee van Dave Dee, Dozy, Beaky, Mick & Tich. Een andere stimulator bij dit werk was Robert Calvert, destijds betrokken bij Hawkwind. Dat Wagner niet geheel onbekend was in die tijd bleek uit drie andere musici die meespeelden: Mel Collins en Morris Pert, twee gerenommeerde studiomusici destijds en Bob Weston, die in Fleetwood Mac speelde.
Doordat Atlantic weinig aandacht besteedde aan het album, werd het al snel een cultplaat. Gewild onder oude en nieuwe volgers van Wagner (ontstaan na zijn volgend album), maar niet of nauwelijks verkrijgbaar. Pas in 1990 volgde een heruitgave op compact disc, maar ook nog op muziekcassette. Volgens Wagner was dat een gevolg van de vraag naar het album en het overlijden van Calvert in 1987; een deel van de eerste verkoop van de nieuwe media ging naar diens zoon Nicholas Calvert.
Het album is opgenomen in Bulcamp House, Suffolk en Riverside Recordings te Londen. Onder invloed van Calvert is een mix ontstaan van elektronische muziek, spacerock en psychedelische rock. 
Stranger in a Strange Land was een beoogde single van Wagner en Calvert; het bleef in de la. Het nummer is gebaseerd op de gelijknamige roman van Robert Heinlein.

## Musici
- Robert Calvert – zang en tekstschrijver
- Pauline Roberts - zang Morpheus (uit de band van Calvert)
- Mel Collins – saxofoon op Amazon Woman
- Morris Pert – percussie op Amazon Woman
- Bob Weston – gitaar op Amazon Woman
- Adrian Wagner – Moog (111), Minimoog, ARP 2600, VCS3, Ananloge sequencer, mellotron, hammondorgel C3, Farfisa orgel, Clavinet, piano en vox.

## Tracklist
Allen van Wagner, Calvert

| Nr. | Titel                                                            | Duur |
| --- | ---------------------------------------------------------------- | ---- |
| 1.  | Distances between Us                                             | 1:14 |
| 2.  | Lying-waiting-dreaming-thinking                                  | 7:54 |
| 3.  | Born from the Womb into a Sea of Life                            | 3:34 |
| 4.  | Messengers of Morpheus                                           | 5:15 |
| 5.  | Stranger in a Strange Land (niet op lp-versie)                   | 3:33 |
| 6.  | Amazon Woman (niet op lp-versie)                                 | 3:05 |
| 7.  | Solstice                                                         | 4:16 |
| 8.  | Mourning Glory (tekst Karl Williams)                             | 3:29 |
| 9.  | Steppenwolf (verscheen later op Astounding Sounds Amazing Music) | 3:53 |
| 10. | Music of the Spheres                                             | 7:02 |